# Atletica leggera ai Giochi della V Olimpiade - 10000 metri piani
La competizione dei 10000 metri piani di atletica leggera ai Giochi della V Olimpiade si tenne i giorni 7 e 8 luglio 1912 allo Stadio Olimpico di Stoccolma.

## L'eccellenza mondiale
| Record olimpico | La specialità è presente per la prima volta ai Giochi. |

| Primatista mondiale stagionale | 31'43”6 | William Kramer | Presente |

## La gara
La finale si disputa un solo giorno dopo le batterie. Forse a causa della stanchezza giungono al traguardo solo 5 concorrenti.
La gara è dominata da Kolehmainen, che fa gara a sé e distacca il secondo classificato di mezzo giro di pista. 

Quinto arrivato è l'italiano Alfonso Orlando.

## Risultati

### Turni eliminatori
| 3 Batterie | 7 luglio | 30 partenti    | Si qualificano i primi 5. |
| Finale     | 8 luglio | 15 concorrenti |                           |

| Pos. | Atleta             | Nazione     | Tempo   |
| ---- | ------------------ | ----------- | ------- |
| 1    | Hannes Kolehmainen | Finlandia   | 33'49"6 |
| 2    | Joe Keeper         | Canada      | 33'58"8 |
| 3    | Gaston Heuet       | Francia     | 34'50"0 |
| 4    | John Eke           | Svezia      | 34'55"8 |
| 5    | Ernest Glover      | Regno Unito | 35'12"2 |
| 6    | Albert Öberg       | Svezia      | 35'45"0 |
| -    | George Lee         | Regno Unito | Rit.    |
| -    | Charles Ruffell    | Regno Unito | Rit.    |
| -    | Vladimír Penc      | Boemia      | Rit.    |
| -    | William Kramer     | Stati Uniti | Rit.    |
| -    | Mikhail Nikolsky   | Russia      | Rit.    |
| -    | Harry Hellawell    | Stati Uniti | Rit.    |

| Pos. | Atleta            | Nazione     | Tempo   |
| ---- | ----------------- | ----------- | ------- |
| 1    | Len Richardson    | Sudafrica   | 32'30"3 |
| 2    | Lewis Tewanima    | Stati Uniti | 32'31"4 |
| 3    | Mauritz Carlsson  | Svezia      | 33'06"2 |
| 4    | Albin Stenroos    | Finlandia   | 33'28"4 |
| 5    | Alfonso Orlando   | Italia      | 33'44"6 |
| 6    | Alfonso Sánchez   | Cile        | ND      |
| 7    | Brynolf Larsson   | Svezia      | ND      |
| -    | Bror Fock         | Svezia      | Rit.    |
| -    | Thomas Humphreys  | Regno Unito | Rit.    |
| -    | Frederick Hibbins | Regno Unito | Rit.    |
| -    | Gregor Vietz      | Germania    | Rit.    |

| Pos. | Atleta           | Nazione     | Tempo   |
| ---- | ---------------- | ----------- | ------- |
| 1    | Tatu Kolehmainen | Finlandia   | 32'47"8 |
| 2    | William Scott    | Regno Unito | 32'55"2 |
| 3    | Louis Scott      | Stati Uniti | 34'14"2 |
| 4    | Martin Persson   | Svezia      | 34'18"6 |
| 5    | Hugh Maguire     | Stati Uniti | 33'32"0 |
| -    | George Wallach   | Regno Unito | Rit.    |
| -    | George Hill      | Australasia | Rit.    |

### Finale
Sono ufficializzati i tempi dei primi tre classificati.
| Pos.    | Atleta             | Età | Nazione     | Tempo ufficiale | Tempo ufficioso |
| ------- | ------------------ | --- | ----------- | --------------- | --------------- |
| Oro     | Hannes Kolehmainen | 23  | Finlandia   | 31'20"8         |                 |
| Argento | Lewis Tewanima     |     | Stati Uniti | 32'06"6         |                 |
| Bronzo  | Albin Stenroos     | 23  | Finlandia   | 32'21"8         |                 |
| 4       | Joe Keeper         |     | Canada      |                 | 32'36"          |
| 5       | Alfonso Orlando    | 20  | Italia      |                 | 33'31"2         |
| _       | Mauritz Carlsson   |     | Svezia      |                 | Ritirato        |
| _       | Tatu Kolehmainen   |     | Finlandia   |                 | Rit.            |
| _       | Louis Scott        |     | Stati Uniti |                 | Rit.            |
| _       | William Scott      |     | Regno Unito |                 | Rit.            |
| _       | Hugh Maguire       |     | Stati Uniti |                 | Rit.            |
| _       | Len Richardson     |     | Sudafrica   |                 | Rit.            |
| _       | Gaston Heuet       |     | Francia     |                 | Non Partito     |
| _       | John Eke           |     | Svezia      |                 | NP              |
| _       | Martin Persson     |     | Svezia      |                 | NP              |
| _       | Ernest Glover      |     | Regno Unito |                 | NP              |

Quella di Kolehmainen è la prima medaglia d'oro per la Finlandia ai Giochi olimpici, che all'epoca era sotto la sovranità della Russia zarista. Kolehmainen è considerato anche l'iniziatore della grande tradizione del fondo finlandese. Dopo di lui verranno campioni come Paavo Nurmi, Ville Ritola, Volmari Iso-Hollo e tanti altri.
Il secondo arrivato, Louis Tewanina, è uno dei pochi pellerossa statunitensi ad aver vinto una medaglia alle Olimpiadi.